# Signaturbyggnad

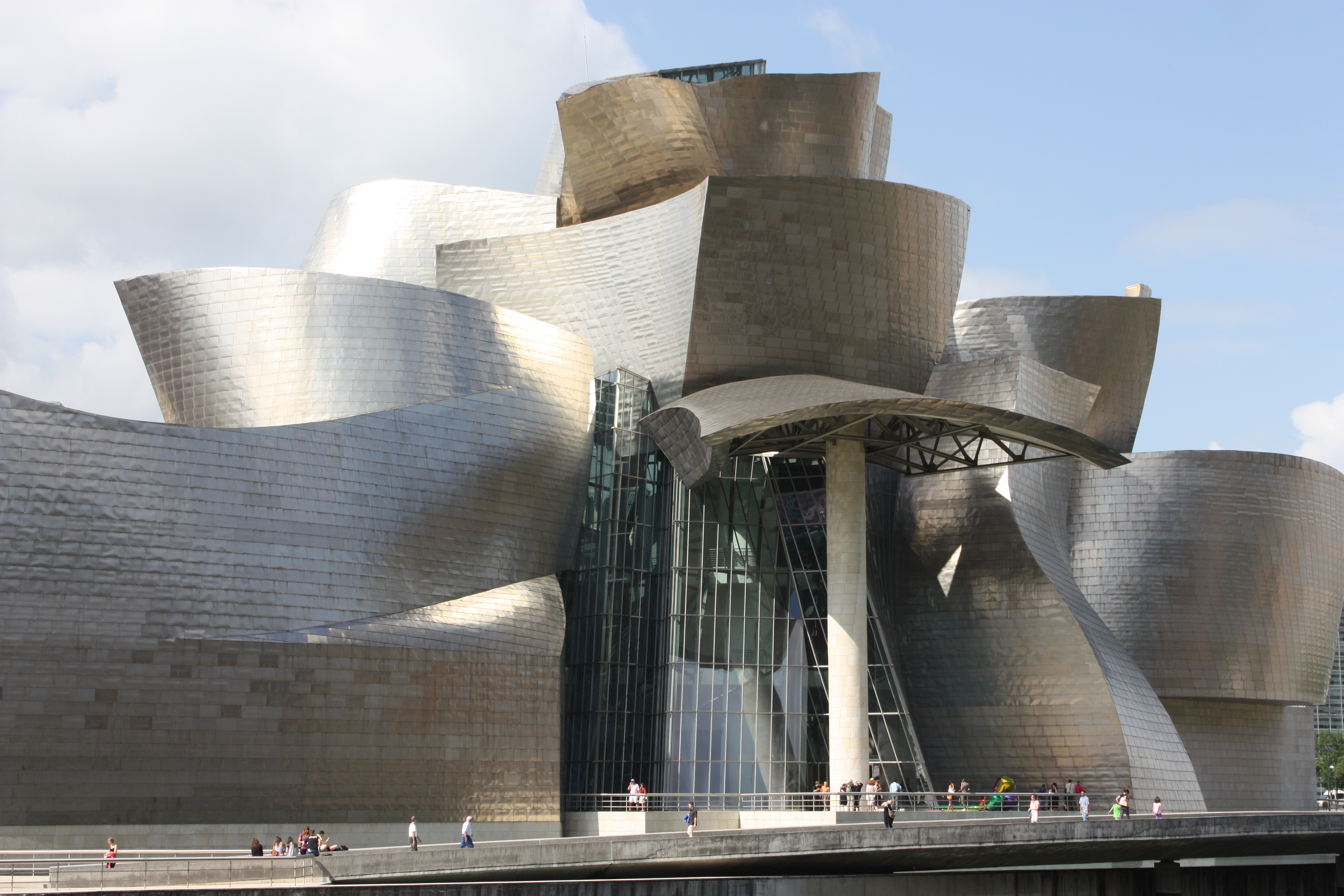
Guggenheimmuseet i Bilbao av Frank Gehry, invigt 1997

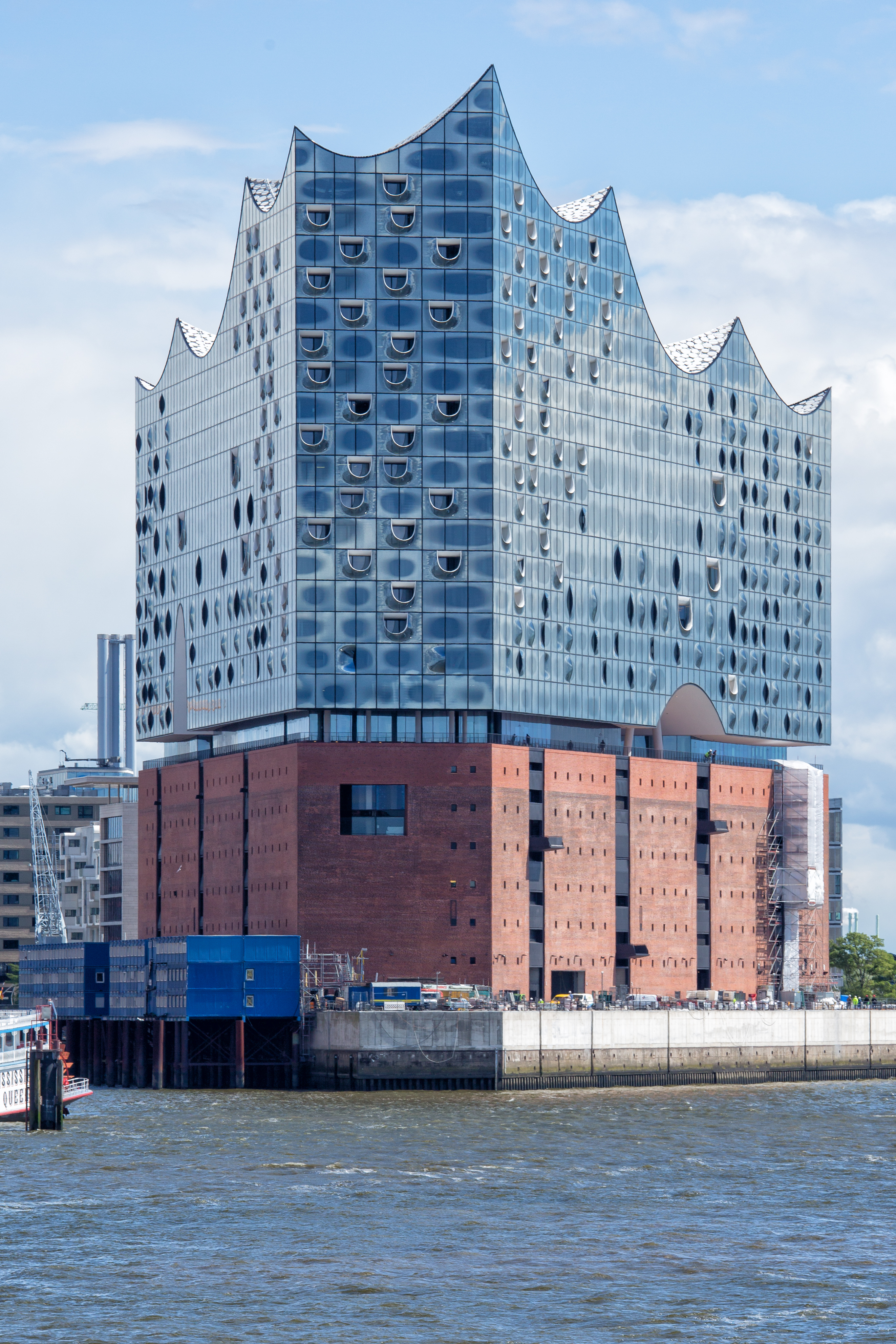
Elbphilharmonie i Hamburg av Herzog & de Meuron, invigd 2017

Signaturbyggnad är en term som kan användas för en byggnad med uppseendeväckande arkitektur och storslagenhet, vilken kan väsentligt bidra till att forma en stads eller regions identitet.
Exempel på välkända äldre signaturbyggnader är Eiffeltornet i Paris från 1889 och Peterskyrkan och Petersplatsen i Rom från 1600-talet.

## Sedan 1900-talet: del av en stads marknadsföring
Under 1900-talet har det blivit vanligt att städer aktivt går in för att skapa signaturbyggnader för att därigenom marknadsföra sig själva. Ett exempel är Operahuset i Sydney ritat av Jørn Utzon. En arkitekt som på senare årtionden har varit verksam i detta sammanhang är Santiago Calatrava, som har ritat skyskrapan Turning Torso i Malmö och gångbron Puente de la Mujer i Buenos Aires.
År 1997 invigdes Guggenheimmuseet i Bilbao, som är inrymt i en djärvt utformad signaturbyggnad av Frank Gehry. Avsikten med denna signaturbyggnad  var att förändra bilden av den då nedgångna industristaden Bilbao. Detta lyckades också, och fenomenet att med ett spektakulärt byggnadsprojekt åstadkomma en uppryckning av en stad eller en region har fått namnet Bilbaoeffekt.

## Exempel på signaturbyggnader
- Cheopspyramiden i Kairo
- Parthenon i Atén
- Colosseum i Rom
- Westminsterpalatset i London
- Taj Mahal, Agra
- Helsingfors domkyrka, 1850-talet, av Carl Ludvig Engel
- Neuschwanstein i Bayern, 1892, av Eduard Riedel
- Oslo rådhus, 1950, av Arnstein Arneberg och Magnus Poulsson
- Guggenheimmuseet i New York, 1959, av Frank Lloyd Wright
- Operahuset i Sydney, 1973, av Jørn Utzon
- Kuwait Towers i Kuwait, 1976, av Malene Bjørn
- Byker Wall i Newcastle upon Tyne, 1982, av Ralph Erskine
- Hallgrímskirkja i Reykjavik, 1986, av Guðjón Samúelsson
- Guggenheimmuseet i Bilbao, 1997, av Frank Gehry
- Sagrada Família i Barcelona, 2010, av Antoni Gaudi
- Elbphilharmonie i Hamburg, 2017, av Herzog & de Meuron

## Exempel på signaturbyggnader i Sverige
- Lunds domkyrka, 1100-talet
- Kiruna kyrka, 1912, av Gustaf Wickman
- Stockholms stadshus, 1923, av Ragnar Östberg
- Vattentornet Svampen i Örebro,1950, av Sune Lindström
- Medborgarhuset i Eslöv, 1957, av Hans Asplund
- Sundhcenter i Avesta, 1967, av Alvar Aalto
- Arenabyggnaden Globen i Stockholm, 1989, av Berg Arkitektkontor
- Turning Torso i Malmö, 2005, av Santiago Calatrava
- Victoria Tower i Kista i Stockholm, 2011 av Wingårdhs arkitektkontor
- Ting1, Örnsköldsvik, 2013, av Wingårdhs arkitektkontor